# Cayratia oligocarpa
Cayratia oligocarpa är en vinväxtart som först beskrevs av Lév. & Vaniot, och fick sitt nu gällande namn av Gagnepain. Cayratia oligocarpa ingår i släktet Cayratia och familjen vinväxter. Inga underarter finns listade i Catalogue of Life.